# Hydroeciodes azteca
Hydroeciodes azteca är en fjärilsart som beskrevs av William Schaus 1894. Hydroeciodes azteca ingår i släktet Hydroeciodes och familjen nattflyn. Inga underarter finns listade i Catalogue of Life.